# Nhân Hòa, Nghệ An
Nhân Hòa là một xã thuộc tỉnh Nghệ An, Việt Nam. Xã được hình thành trên cơ sở sáp nhập các xã Cẩm Sơn, Hùng Sơn và xã Tam Đỉnh của huyện Anh Sơn trong đợt Sáp nhập tỉnh thành Việt Nam 2025.

## Địa lý
Xã Nhân Hòa có vị trí địa lý:
- Phía Đông giáp xã Anh Sơn;
- Phía Nam giáp xã Môn Sơn và xã Vĩnh Tường;
- Phía Tây giáp xã Con Cuông và xã Môn Sơn;
- Phía Bắc giáp xã Thành Bình Thọ và xã Mậu Thạch.

Xã Nhân Hòa có diện tích tự nhiên 86,88 km².

## Hành chính và tên gọi
Xã Nhân Hòa được thành lập theo Nghị quyết số 1678/NQ-UBTVQH15 của Ủy ban Thường vụ Quốc hội Việt Nam, ban hành ngày 16 tháng 6 năm 2025. Theo đó, sắp xếp toàn bộ diện tích tự nhiên, quy mô dân số của các xã Cẩm Sơn, Hùng Sơn và xã Tam Đỉnh thuộc huyện Anh Sơn trước đây thành một xã mới có tên gọi là xã Nhân Hòa.
Trước đó, theo Đề án sắp xếp đơn vị hành chính cấp xã tỉnh Nghệ An, xã này là xã Anh Sơn 3.
Sau sắp xếp xã có diện tích tự nhiên: 86,88 km², quy mô dân số: 22.626 người.